# Milmay
 (août 2025).
Milmay est une census-designated place située dans les comtés d'Atlantic et de Cumberland, dans l’État du New Jersey, aux États-Unis. Lors du recensement de 2020, elle compte 919 habitants.